# تک‌تیرانداز: کشتار نهایی
تک تیرانداز: کشتار نهایی (به زبان انگلیسی: Sniper: Ultimate Kill) یک فیلم ویدئویی آمریکایی در ژانر اکشن به کارگردانی کلودیو فه و با بازیگری چاد مایکل کالینز، بیلی زین و تام برنگر است.
این فیلم هفتمین قسمت از سری سری فیلم‌های تک‌تیرانداز و دنباله فیلم تک‌تیرانداز: روح تیرانداز (۲۰۱۶) است.

## خلاصه داستان فیلم
سردستهٔ قاچاقچیان مواد مخدر کلمبیایی به نام جیزز مورالس، به صورت مخفیانه یک تک تیرانداز حرفه ای با لقب شیطان استخدام می‌کند تا دشمنانش را یک به یک از بین ببرد. با کشته شدن دشمنان مورالس، او حوزهٔ فعالیت خود را گسترش می‌دهد و به آمریکا نیز مواد قاچاق می‌کند. شرکت The DEA، برای گیر انداختن مورالس، مأمور کیت استارادا را استخدام می‌کند، کیت چندین سال است که به دنبال مورالس می‌باشد. کیت به همراه یک اسنایپر به نام براندون بکت راهی کلمبیا می‌شوند و مأموریت آن‌ها کشتن شیطان و دستگیر کردن مورالس و آوردن او به آمریکا برای محاکمه و برقراری عدالت می‌باشد. اما مورالس و «شیطان» برای غلبه به این مأمورین، از قبل آماده هستند و نبردی سخت میان آن‌ها رخ می‌دهد که…

## بازیگران
- چاد مایکل کالینز در نقش براندون بکت
- بیلی زین به عنوان سرگرد ریچارد میلر
- تام برنگر در نقش توماس بکت
- جو لاندو در نقش نماینده ویژه جان سامسون
- دانای گارسیا در نقش کیت استرادا
- جیمه کوره به عنوان پدر گارسیا
- لوئیس آلفردو ولاسکو به عنوان کاپیتان گارزا
- آندرس فلیپه کالرو در نقش ال دیابلو / انریکه
- خوان سباستین کالرو در نقش جسوس مورالس
- دایانا پاتریشیا هویوس در نقش ماریا راموس